# Reseden-Maskenbiene
Die Reseden-Maskenbiene (Hylaeus signatus) ist eine kleine, überwiegend schwarz gefärbte, kaum behaarte Wildbienenart aus der Familie der Colletidae.  Maskenbienen haben keine Sammelbürste.

## Merkmale
Die Reseden-Maskenbiene ist nicht einfach von ähnlichen Arten zu unterscheiden. Die Weibchen werden ca. 7 bis 9 mm groß, die Männchen 6 bis 8 mm, sie ist eine der häufigsten Arten der Gattung. Bei den Männchen ist das Gesicht weiß gezeichnet. Das Gesicht der Weibchen ist mit senkrechten dreieckigen gelben Flecken gekennzeichnet. Die Flügel der Weibchen sind glasklar. Bei beiden Geschlechtern trägt das Tergit 1 seitlich helle Haarfransen.

## Verbreitung und Lebensraum
Hylaeus signatus ist in Europa weit verbreitet, nach Osten über Kleinasien und den Kaukasus bis Turkmenistan, Usbekistan und Russland (Moskau). Nach Norden ist die Art bis Wales, Mittelengland, und Schweden verbreitet. Nach Süden bis Sardinien, Kalabrien, Peloponnes und Israel. In Nordafrika kommt H. signatus von Marokko bis Libyen vor.
In Deutschland, Österreich und der Schweiz kommt die Reseden-Maskenbiene in allen Regionen vor, in den Alpen bis 1500 m.
Die Reseden-Maskenbiene ist in aufgelassenen Sand- und Lehmgruben zu finden, sowie in Weinbergen, an Hochwasserdämmen und Straßenböschungen. Die Art kommt auch im Siedlungsbereich an Ruderalstellen und in Gärten vor. Sie kann fast überall vorkommen, wo ihre Nahrungspflanzen (Reseda) vorkommen.

## Lebensweise
Hylaeus signatus fliegt in Deutschland von Ende Mai bis Anfang September. Zumindest teilweise ist die Art bivoltin, hat also zwei Generationen im Jahr. Diese Maskenbiene ist eine der wenigen oligolektischen Arten der Gattung, sie sammelt nur Pollen von Reseda, braucht also diese Pflanzen als Nahrungsquelle. Wichtigste Pollenquellen sind die Wilde Resede (Reseda lutea) und die Färber-Resede (Reseda luteola). Sowohl die Weibchen als auch die Männchen besuchen Reseda auch vorzugsweise als Nektarquellen. Die Weibchen legen ihre Nester in vorhandenen Hohlräumen an, zum Beispiel in Ritzen, in verlassenen Bauten von anderen Hymenopteren, oder in dürren Stängeln von Brombeeren und Rosen. Auch alte oberirdische Nester der Mauerbiene Osmia adunca können als Nester genutzt werden.